# Gwanda

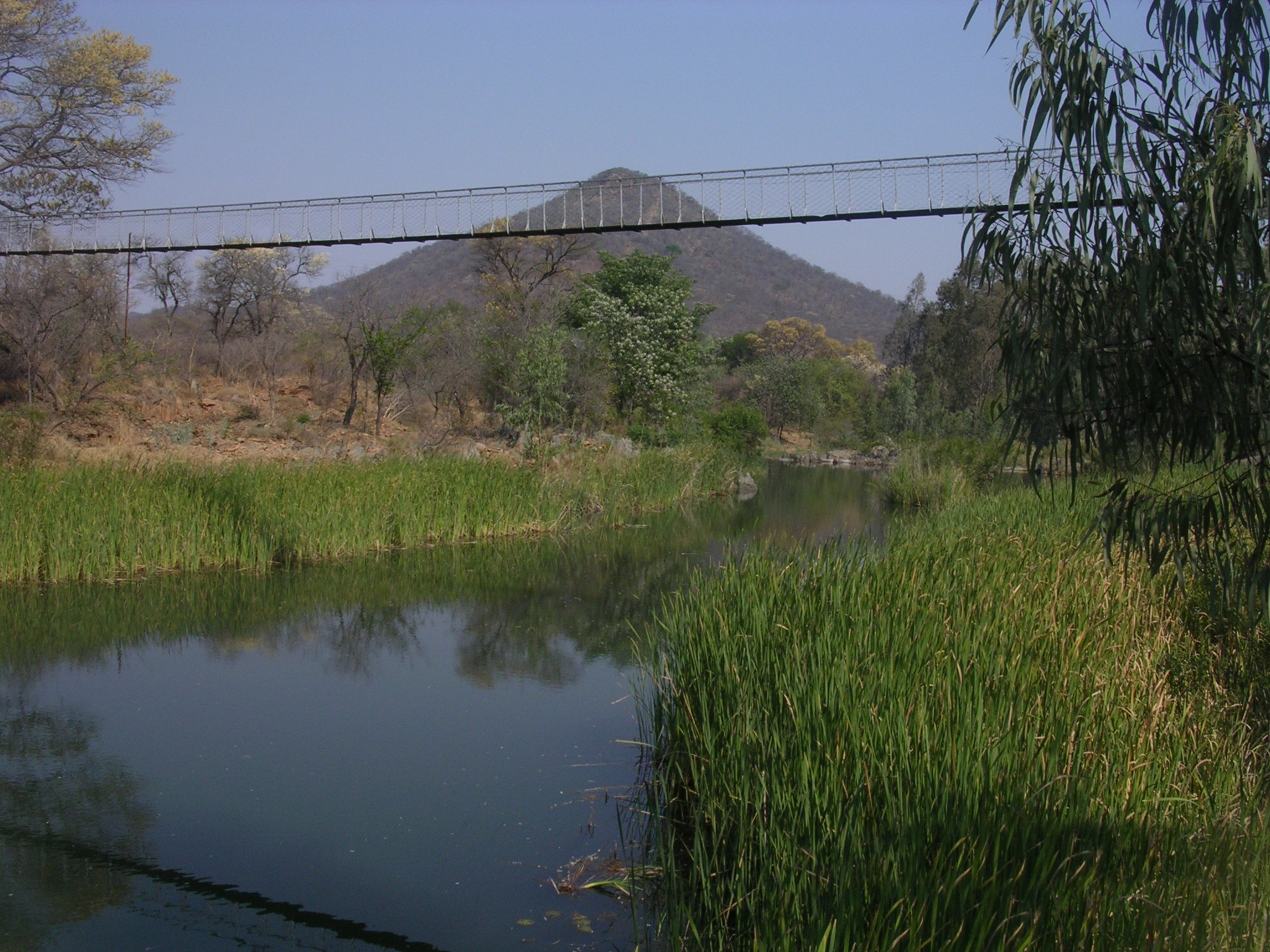

Gwanda is een stad in Zimbabwe en is de hoofdplaats van de provincie Matabeleland South.
Gwanda telde in 2002 bij de volkstelling 13.423 inwoners, in 2012 was dat aantal toegenomen tot 20.227.
Gwanda, ook Jawunda of Jahunda, is ontstaan rond 1900. Jahunda is een bij de stad gelegen berg, een dichtbevolkte wijk van de stad heeft dezelfde naam.

## Geografie
De stad ligt op een hoogte van 965 meter en op een afstand van 196 km van de enige grensovergang met Zuid-Afrika in Beitbridge. De door Gwanda verlopende autoweg A-6 en de spoorlijn, leiden naar Bulawayo en naar Beitbridge. Door de opening van een nieuwe grensovergang in juni 2016, de Mlambapeli Border Post, is vanuit de stad een betere wegverbinding met Botswana ontstaan, vergeleken met de vroegere mogelijkheid via de Plumtree Border Post.

## Bevolking
De hoogste bevolkingsdichtheid in de provincie Matabeleland South komt voor in het landelijke district Gwanda Rural met 115.778 inwoners (2012). Het stedelijke district Gwanda telde in 2012 een inwonertal van 20.227.
In de regio Gwanda wonen relatief veel mensen die zijn besmet met hiv. Er zijn daarom tamelijk veel weeskinderen.

## Economie en onderwijs
In de omgeving van de stad bevinden zich enkele mijnen, waar goud, asbest en chroom wordt gedolven. Het behoort tot de Great Dyke, een zone die rijk is aan minerale grondstoffen. De niet-gereguleerde goudwinning door kleine bedrijfjes veroorzaakt in de omgeving van Gwanda grote milieuproblemen, die blijken uit de neerslag van fijnstof in oppervlaktewater, bodemerosie en kwikvervuiling.
Daarnaast domineert in dit vrij droge gebied de veeteelt, voor het toerisme zijn er enkele lodges.
De stad beschikt over de in 2013 geopende Gwanda State University. Er zijn twee faculteiten:
- Faculty of Engineering (Technische wetenschappen),
- Faculty of Agriculture (Landbouw).

Naast basisscholen zijn er scholen voor voortgezet onderwijs. Sinds 1992 bestaat de Edward-Ndlovu-bibliotheek, die de scholen van boeken voorziet.

## Geboren in Gwanda
- Rupiah Banda (1937-2022), president van Zambia (2008-2011)
- Professor Thomas Tlou van de University of Botswana, en voormalig ambassadeur van Botswana bij de Verenigde Naties.  Met Alec Campbell mede-auteur van History of Botswana. (1984)